# Zentrales Personenregister
Das Zentrale Personenregister (ZPR) ist eine elektronische Datenbank der liechtensteinischen Landesverwaltung zur Erfassung von Personendaten und Fachdaten.
Es wird vom Amt für Personal und Organisation (APO) im Rahmen der Liechtensteinischen Landesverwaltung auf Grundlage des Zentralen Personenregistergesetzes und dem liechtensteinischen Datenschutzgesetz geführt.

## Vorgängereinrichtung
Das Zentrale Personenregister wurde Ende der 1990er Jahre als „Zentrale Personenverwaltung“ erstellt und seither laufend ausgebaut. Aufgrund des Umfangs des Zentralen Personenregisters wurde immer mehr die Frage nach der gesetzlichen Grundlage (Legalitätsprinzip) und nach dem Datenschutz laut (insbesondere im Hinblick auf Auskünfte und Zugriffe auf diese Daten).
Die liechtensteinische Regierung hat mit dem Vernehmlassungsbericht vom 19. Oktober 2010  reagiert.

## Eintragungen im ZPR
Das Zentrale Personenregister enthält, wie bereits zuvor die Datenbank der Zentralen Personenverwaltung (ZPV), Daten sämtlicher Einwohner Liechtensteins und anderer im Ausland wohnhafter Personen, die mit der Liechtensteinischen Landesverwaltung in Kontakt getreten sind. Ebenso enthält es Daten von juristischen Personen.
Das ZPR enthält gemäss Art 3 ZPRG:
a) Daten, die der Beschreibung einer natürlichen oder juristischen Person dienen (Personen-Stammdaten), insbesondere:
1. Identitätsdaten (gemäss Art 3 Abs. 1 lit. a ZPRV[5] sind dies: Name, Geburtsname, Familienname, Vorname, Geburtsvorname, Rufvorname, Anrede, Titel, Geschlecht und Geburtsdatum);
2. Adressdaten (gemäss Art 3 Abs. 1 lit. b ZPRV sind dies: Strasse, Hausnummer, Gebäudenummer, Wohnungsnummer, Postleitzahl, Ort, Gemeindenummer, Land, Kommunikationsdaten, Postfach, Adresshinweis, Aufenthaltsort und Haushaltsreferenzperson);
3. Personenstandsdaten (gemäss Art 3 Abs. 1 lit. c ZPRV sind dies bei natürlichen Personen: Zivilstand, Datum der Eheschliessung oder Begründung einer eingetragenen Partnerschaft, Todesdatum, Ereignisort, Bürgerort, Staatsbürgerschaft, Personenbeziehungen und Geburtsort und bei juristischen Personen gemäss Art 3 Abs. 2 lit a und b ZPRV: Name, Rechtsform, Branche, Unternehmenstyp, Zweck, Kapital, Sitz der Gesellschaft, Adresse, Grössenklasse, Tätigkeitsaufnahme, Gründungsdatum, Registernummer und Repräsentantennummer, Organdaten, Sitzverlegungsdatum, Konkurseröffnungsdatum, Liquidationsdaten und Löschungsdatum);

b) Daten, die nicht unter Bst. a fallen und in einem technischen oder logischen Bezug zum ZPR stehen (Fachdaten), insbesondere:
1. Daten zum Arbeitsverhältnis (gemäss Art 4 lit. a ZPRV sind dies: Arbeitgeber, Tätigkeit, Berufsstellung, Beschäftigungsgrad, AHV relevant und Erwerbsstellung);
2. Passdaten (gemäss Art 4 lit. b ZPRV sind dies: Name und Vorname, Foto, Unterschrift, Beruf und Ersatzanstellung);
3. Bewilligungsdaten aus dem Ausländerbereich (gemäss Art 4 lit. b ZPRV sind dies: Name und Vorname im ausländischen Ausweis, Nationalität, Foto, Unterschrift, Beruf und Ersatzanstellung).

## PEID
Zur Sicherung der Unverwechselbarkeit von Personen, die im ZPR registriert sind, wird eine „persönliche Identifikationsnummer“ (PEID) vergeben (Art 4 ZPRG).
Die Zuteilung und Verwendung der PEID erfolgt automatisch von Seiten der Behörde. Juristischen Personen können weitere PEID zugeteilt werden, sofern dies in rechtlicher, fachlicher oder örtlicher Hinsicht zweckmässig ist (Art 6 Abs. 2 ZPRG).
Behörden und private Dateninhaber dürfen die PEID im Behördenverkehr zur eindeutigen Identifizierung von Personen verwenden (Art 6 Abs. 3 ZPRG).

## Zugriff
Das Zentrale Personenregister steht grundsätzlich allen liechtensteinischen Behörden aber grundsätzlich auch Dritten (Art 8 Abs. 2, Art 10 Abs. 1 ZPRG) zur Verfügung. Für den Zugriff müssen die Behörden vorab bei der ZPR-Kommission (Art 16 ZPRG) grundsätzlich die gewünschte Bearbeitung und Zugriffstiefe temporär befristet beantragen. Von dieser Bestimmung sind jedoch Ausnahmen vorgesehen (Art 3 iVm Art 9 ZPRG).

## ZPR-Kommission
Nach Art 16 ZPRG ist eine Kommission einzurichten (Art 78 Abs. 2 Landesverfassung). Die ZPR-Kommission entscheidet über Abfrage- und Mutationsberechtigungen und soll eine Übersicht über alle Datenfelder und deren Bearbeitung im Bearbeitungsreglement führen.
Der ZPR-Kommission obliegen nach Art 16 Abs. 2 ZPRG insbesondere:
a) die Erteilung und der Entzug von Bewilligungen zur Datenabfrage;
b) die Genehmigung der Übertragung der Datenbearbeitung an Dritte;
c) die Genehmigung des Bearbeitungsreglements;
d) die Genehmigung der Datenbekanntgabe, soweit dies gesetzlich vorgesehen ist;
e) die Mitwirkung beim Erlass von Verordnungen.

## Kritik am ZPR
- Authentizität von Daten – Gemäss Art 5 Abs. 1 ZPRG sind die Daten, die im ZPR geführt werden, authentische Originaldaten. Diese gesetzliche Vermutung gilt, bis diese Vermutung von einem Dateninhaber (zugriffsberechtigte Behörde) widerlegt wird (soweit keine abweichenden spezialgesetzliche Regelungen bestehen). Beispiel: Der im ZPR fehlerhaft erfasste liechtensteinische Bürger „Fritz Elkuch“ heisst solange „Fritz Elkuchen“, solange seine Daten im ZPR nicht berichtigt sind. Der Dateninhaber ist nach Art 11 ZPRG zwar für die Richtigkeit der von ihm im ZPR bearbeiteten Daten verantwortlich, es besteht jedoch keine Sanktionsbestimmung.
- Benutzerprofile – Gemäss Art 7 ZPRG erfolgt der Zugriff auf die Daten des ZPR über Benutzerprofile (Abs. 1). Diese Benutzerprofile werden vom Amt für Personal und Organisation (APO) erstellt (Abs. 2) und der Zugriff wird protokolliert (Abs. 3). Hinsichtlich des Missbrauchs von Benutzerprofilen oder die Verantwortlichkeit sind jedoch im ZPRG keine Sanktionen festgelegt.
- Rechtsmittel – Der Rechtsmittelzug gegen Entscheidungen oder Verfügungen der ZPR-Kommission endet gemäss Art 17 Abs. 2 ZPRG bei der liechtensteinischen Regierung. Diese entscheidet endgültig. Durch diese Regelung wird jeder gerichtliche Rechtsschutz (zum Verwaltungsgerichtshof) abgeschnitten. Weder die ZPR-Kommission noch die Regierung ist mit unabhängigen Richtern besetzt und somit kein Tribunal iSv Art 6 EMRK. Die Bestimmung in Art 17 Abs. 2 ZPRG über den Rechtszug zur Regierung widerspricht Art 102 Abs. 5 Landesverfassung.[8]

## Statistik
Das ZPR dient zukünftig, wie bereits das ZPV auch der Erstellung von Statistiken (zum Beispiel der Zivilstandsstatistik). Nach Art 10 Abs. 2 ZPRG müssen Daten nach Massgabe von Art 26 des Datenschutzgesetzes, die für Zwecke der Forschung, Planung und Statistik bekannt gegeben werden, durch die ZPR-Kommission genehmigt werden. Es ist im ZPRG nicht geregelt, ob die ZPR-Kommission der Datenbekanntgabe vorab zustimmen muss oder auch eine nachträgliche Genehmigung möglich ist.